# Hubert Van Innis
Hubert Van Innis (n. 24 februarie 1866, Zemst, Flandra, Belgia – d. 25 noiembrie 1961, Zemst, Flandra, Belgia) a fost un arcaș ce a reprezentat Belgia, medaliat olimpic. A participat la 2 ediții ale Jocurilor Olimpice (1900, 1920) în care a câștigat 6 medalii de aur și 3 medalii de argint.